# 揖斐川町
揖斐川町（日语：／ Ibigawa chō */?）為岐阜縣西北部揖斐郡所轄的町。揖斐川流過該町中心。與滋賀縣及福井縣接壤。